# Edme Bovinet
Edme Bovinet est un graveur à l'eau-forte, au burin et en taille-douce, également éditeur et marchand d'estampes actif à Paris, né le 27 mai 1767 à Bricon près de Chaumont (Haute-Marne), mort le 18 janvier 1843 à Creil.

## Biographie

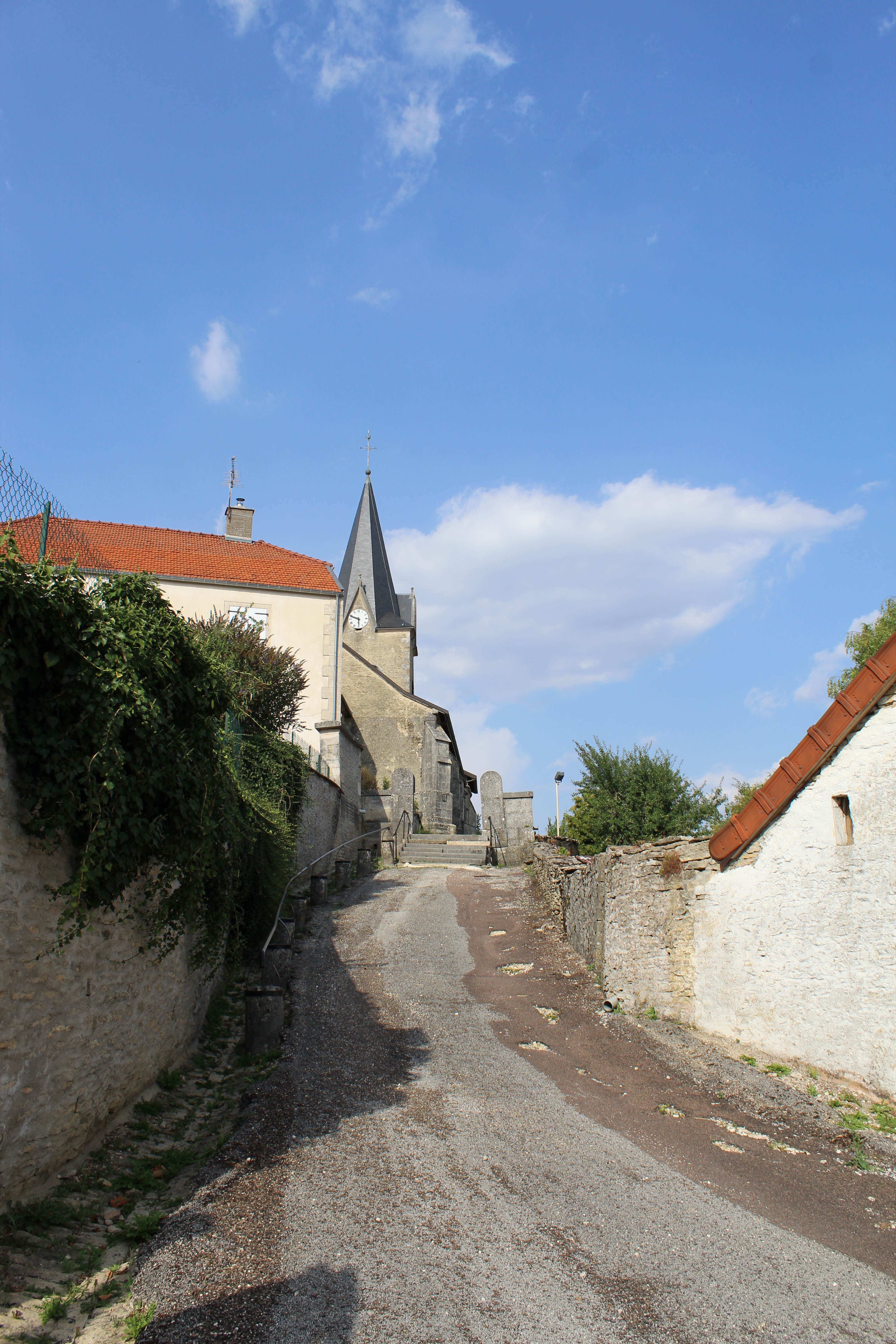
Bricon

Edme Bovinet se singularise dès l'enfance par le fait qu'il crayonne sur tous les murs de son village natal. Un professeur de l'école de dessin de Dijon, de passage à Bricon en 1779, le remarque de la sorte et l'emmène dans le chef-lieu bourguignon où il est élève de François Devosge jusqu'en 1783, année de son départ à Paris où il est élève de Jean-Baptiste Patas et où il commence à graver en 1786. On relève qu'en 1799 il est installé au 13, place Maubert et il participe au Salon de Paris en 1804, 1808, 1812 et 1831.
Aquafortiste, il se fait cependant une spécialité de terminer au burin les eaux-fortes d'autres graveurs, en particulier par ses contributions à la Galerie complète du Musée Napoléon, publication périodique initiée en 1802 par le graveur Antoine-Michel Filhol et qui, saluée alors par le gouvernement impérial comme plaçant la gravure française à un niveau financier plus largement accessible, conservera historiquement les appellations de Musée français ou de Musée Filhol.
En 1821, il se fait éditeur en s'associant avec son gendre, le graveur de lettres Giraldon. Avec ce dernier, dont les traits nous sont connus par l'autoportrait qu'en conserve le musée Gallé-Juillet de Creil, il s'établit ainsi sous l'enseigne Giraldon-Bovinet successivement au 66, rue Saint-Jacques, puis au 5, rue Pavée-Saint-André-des-Arts en 1823 et dans la galerie Vivienne en 1825.
Il demeure fidèle à son village natal en y séjournant chaque année : on observe ainsi qu'en 1822 c'est à Bricon qu'il réalise plusieurs de ses gravures. Il s'installe à Creil pendant la Restauration.

## Contributions bibliophiliques

### Livres

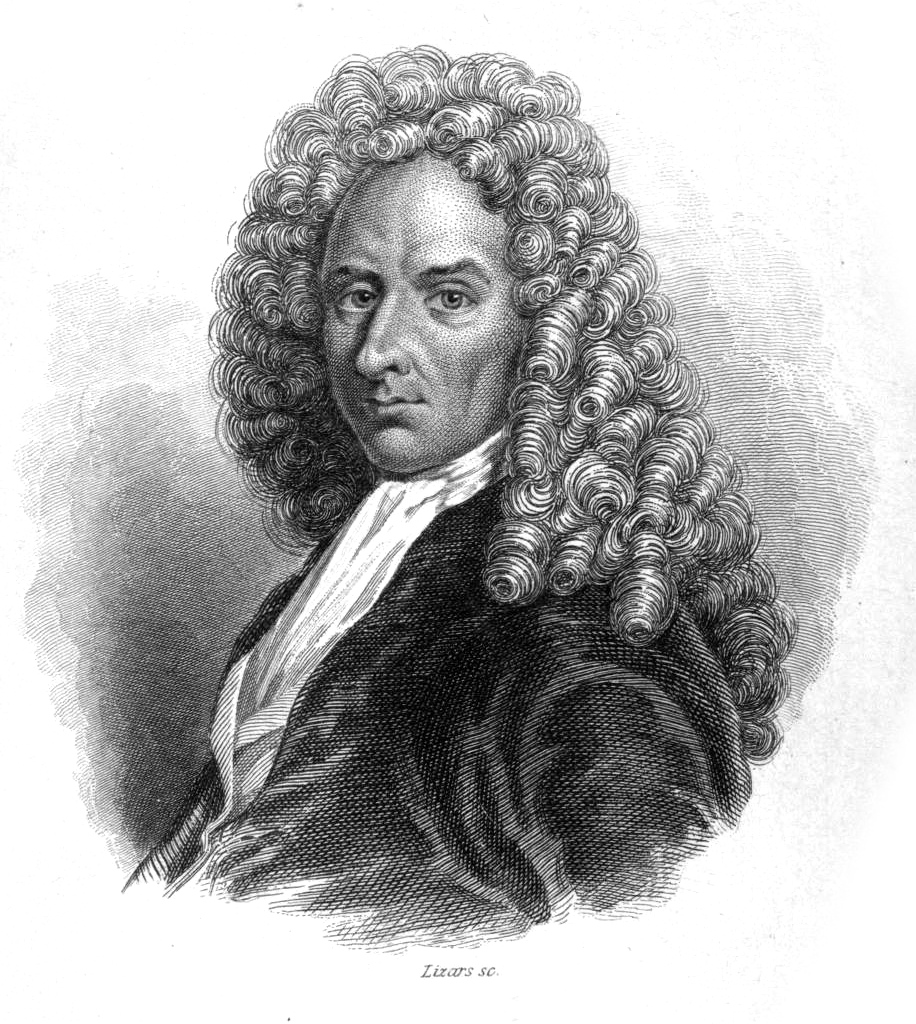
François Levaillant

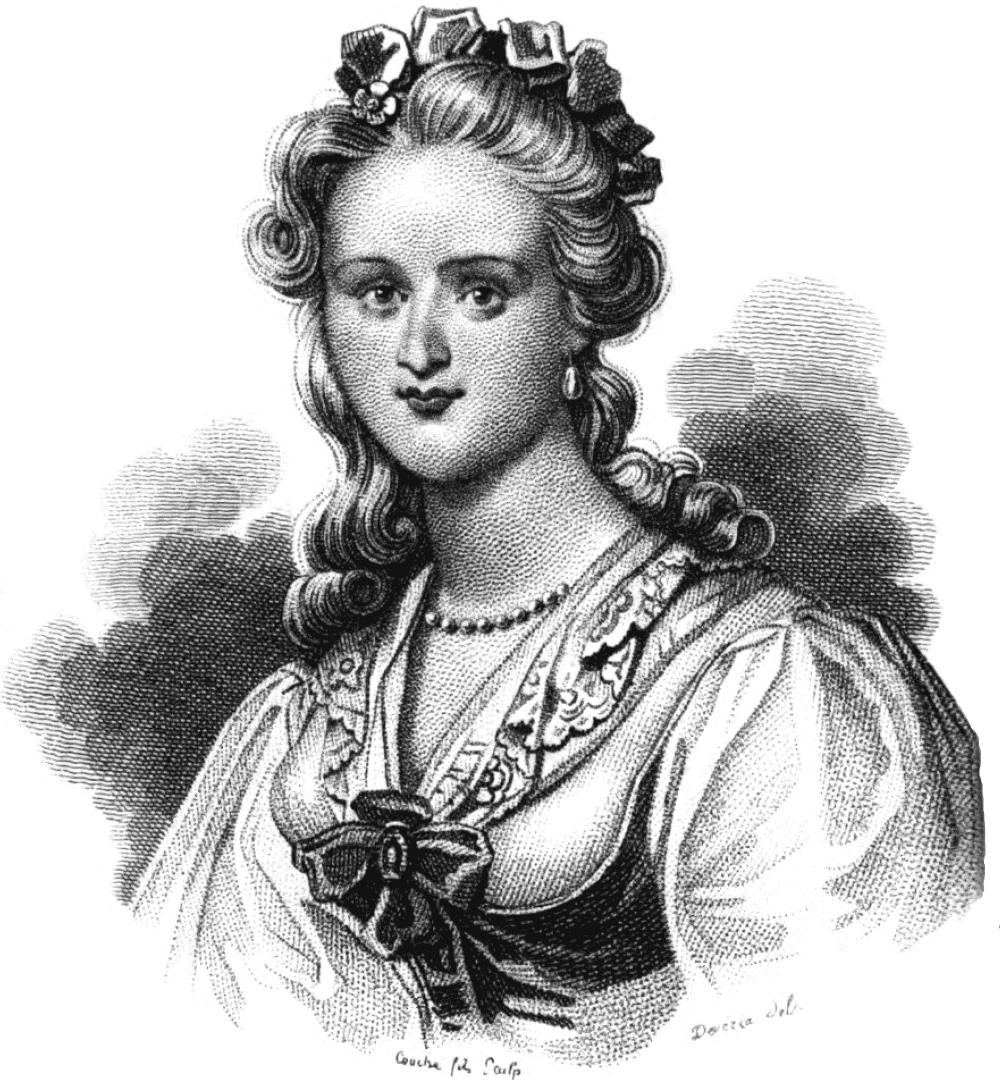
Marie-Jeanne Riccoboni

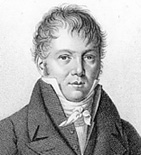
Pierre-François Tissot

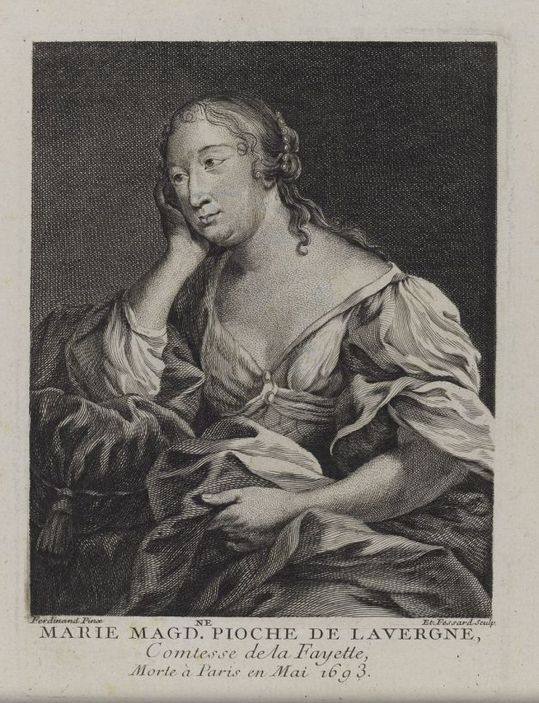
Madame de La Fayette

- Jean-Marie Collot d'Herbois, Almanach du Père Gérard, Paris, 1791.
- François Levaillant, Second voyage dans l'intérieur de l'Afrique par le Cap de Bonne-Espérance dans les années 1783, 1784 et 1785, gravures par Abraham Jacobsz Hulk (nl), Marie-Amélie Coiny, Louis-Alexandre Bouteloup, Edme Bovinet et Louis-François Mariage, 3 vol., chez H. J. Jansen et Compe, imprimeurs-libraires à Paris, an 3 (1794-1795).
- Denis Diderot, Jacques le Fataliste et son maître, un frontispice et quatre figures gravés en taille-douce par Edme Bovinet d'après Étienne-Joseph Chaillou, chez P. Bertin, libraire à Paris, an V (1797).
- Alain-René Lesage, Histoire de Gil Blas de Santillane, frontispice gravé par Edme Bovinet d'après Angelica Kauffmann, six compositions hors texte gravées par Jacques-Louis Copia et Edme Bovinet d'après, Étienne-Joseph Chaillou, six tomes en trois volumes, chez P. Bertin, Paris, an VI (1798).
- Louis-Charles Fougeret de Monbron, La Belle sans chemise ou Ève ressuscitée, figures gravées par Edme Bovinet d'après Étienne-Joseph Chaillou, chez P. Bertin, Paris, 1798.
- Louis-François Cassas (textes de Gabriel de La Porte du Theil, Jacques-Guillaume Legrand et Louis-Mathieu Langlès, Voyage pittoresque de la Syrie, de la Phénicie, de la Palestine et de la Basse-Égypte, planches gravées par Edme Bovinet sous la direction et sur les dessins de Louis-François Cassas; trois volumes, Imprimerie de la République, An VI (1798-1799).
- Pierre Sollier, Manuel des fous, ou le grand festin de l'Élisée, frontispice morbide gravé par Edme Bovinet d'après Louis Binet, Imprimerie du Cailleau, an VIII (1800).
- Sarah Fielding, Ophelia, ou l'entrée d'une orpheline dans le monde, deux volumes, deux figures gravées par Edme Bovinet d'après Étienne-Joseph Chaillou, 2 volumes, chez Ouvrier, Paris, an VII de la République (1799).
- M. de Faverolle, ancien capitaine de Dragons (pseudonyme d'Élisabeth Guénard, Les Capucins, ou le secret du cabinet noir, gravure d'Edme Bovinet (Joséphine dans le cabinet noir) d'après François Huot, chez Marchand, libraire à Paris, 1801[9].
- Claude-Nicolas Ledoux, L'Architecture considérée sous le rapport de l'art, des mœurs et de la législation, imprimerie de H.-L. Perronneau, Paris, 1804.
- Jacques-Henri Bernardin de Saint-Pierre, Paul et Virginie, eau-forte de Victor Pillement terminée au burin par Edme Bovinet d'après Jean-Baptiste Isabey, Imprimerie de P. Didot l'Aîné Paris, 1806.
- Pierre-Jean-Baptiste Nougaret et Alphonse de Beauchamp, Histoire du donjon et du château de Vincennes, trois tomes, pour chacun un frontispice gravé par Edme Bovinet (tome 1 : Saint Louis rendant la justice sous son chêne ; tome 2 : L'évasion du Duc de Beaufort ; tome 3 : Le château de Beauté en partie supérieure et le donjon de Vincennes en partie inférieure), chez Bruno-Labbe et Lerouge, Paris, 1807.
- Pierre Blanchard, Le Voyageur de la jeunesse dans les quatre parties du monde -Ouvrage élémentaire contenant : 1°. La description pittoresque des divers pays ; 2°. Le tableau des mœurs, religions et gouvernements de tous les peuples ; 3°. Des notices sur ce que la nature et les arts ont de plus curieux ; orné de soixante quatre figures gravées par Edme Bovinet, chez Le Prieur, libraire à Paris, 1809[10].
- Juan Dorvo Soulastre Nieto, Voyage par terre de Santo Domingo, capitale espagnole de Saint-Domingue, au Cap-Français, capitale de la partie française de la même île, entrepris et exécuté au mois de germinal an IV, par les ordres du Général de division Hédouville, suivi d'un rapport sur l'état actuel des mines de la colonie espagnole traduit de don Juan Nieto et terminé par une relation sous le titre de : mon retour en France, gravures par Edme Bovinet, Chaumerot, Paris, 1809[11].
- Sous la direction d'Edme François Jomard, Description de l'Égypte ou recueil des observations et des recherches qui ont été faites en Égypte pendant l'expédition de l'armée française ; publié par ordre de Sa Majesté Napoléon le Grand, neuf volumes, imprimerie impériale puis royale, Paris, 1809-1822[12].
- Un grenadier de la Garde impériale, Quarante-huit heures de garde au château des Tuileries pendant les journées des 19 et 20 mars 1815, deux eaux-fortes (Le Départ de Louis XVIII[13] et Le Retour de Bonaparte[14] gravées par François Louis Couché et terminées au burin par Edme Bovinet d'après François Joseph Heim, chez Nicole et Le Normant, Paris, 1816.
- Marie-Jeanne Riccoboni, Lettres de Mistress Fanni Butlerd, gravures d'Edme Bovinet d'après Pierre-Jean-Baptiste-Isidore Choquet, quatrième volume des Œuvres complètes (six volumes), Foucault, Paris, 1818.
- Pierre-François Tissot, Trophées des armées françaises depuis 1792 jusqu'en 1815, gravures de François Louis Couché terminées par Edme Bovinet, six volumes, chez Le Fuel, libraire-éditeur, Paris, 1819-1820.
- Madame de La Fayette, La Princesse de Clèves, deux gravures par Edme Bovinet d'après Pierre-Jean-Baptiste-Isidore Choquet, Veuve Lepetit, libraire à Paris, 1820.
- Guillaume-Thomas Raynal, Histoire philosophique et politique des établissements et du commerce des Européens dans les deux Indes, neuf gravures par Louis-Sébastien Berthet, Edme Bovinet, Madame Jourdan et Antoine Claude François Villerey d'après Jean-Michel Moreau, douze volumes, Amable Costes et Cie, Paris, 1820-1821.
- Louis Claude de Saulces de Freycinet, Voyage autour du monde entrepris par ordre du Roi, exécutés sur les corvettes de Sa Majesté, l'« Uranie » et la « Physicienne », gravures d'après Alphonse Pellion, chez Pillet aîné, imprimeur-libraire à Paris, 1825.

### Parutions périodiques

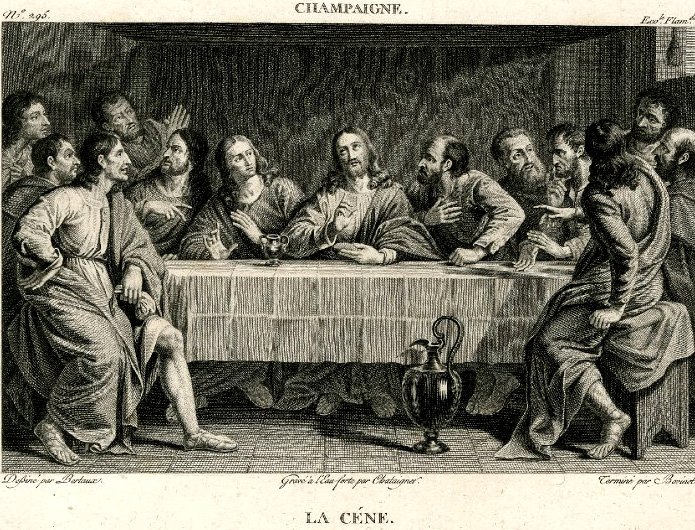
La Cène

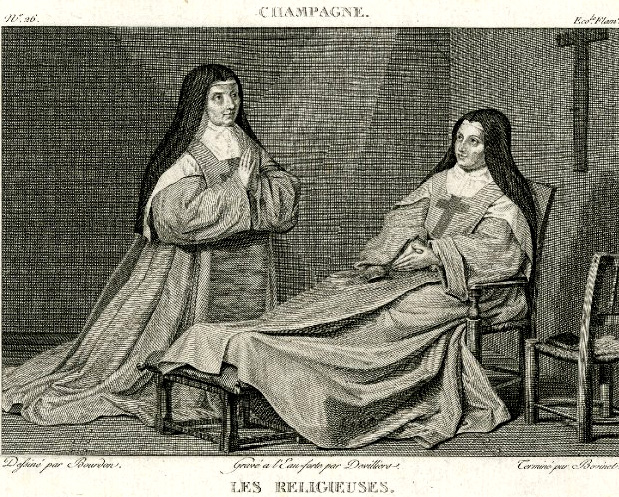
Les religieuses de Port-Royal des Champs

Cours historique et élémentaire de peinture et sculpture, ou galerie complète du Musée Napoléon est une publication périodique dite aujourd'hui Musée Filhol, où certaines des eaux-fortes d'autres graveurs se trouvent terminées par Edme Bovinet et en portent la mention en bas à droite. Le Dictionnaire Bénézit, en accord avec Roger Portalis et Henri Beraldi dans Les Graveurs du dix-huitième siècle, estime leur quantité à soixante-deux et l'on peut citer parmi elles :
- D'après Nicolaes Berchem, Le Gué, dessiné par Jacques François Joseph Swebach-Desfontaines, eau-forte commencée par Jean Duplessis-Bertaux.
- D'après Dirck van Bergen, Paysage et animaux, eau-forte commencée par Jean Duplessis-Bertaux.
- D'après Jan Brueghel l'Ancien, Le repos en Égypte, eau-forte commencée par Victor Pillement.
- D'après Le Caravage, Le Christ au tombeau, eau-forte commencée par Jean Louis Charles Pauquet.
- D'après Philippe de Champaigne :
  - La Cène, dessiné par Jean Duplessis-Bertaux, eau-forte commencée par Alexis Chataigner.
  - Les religieuses de Port-Royal des Champs, eau-forte commencée par Étienne Devilliers.
- D'après Jacques-Louis David, Le Serment du Jeu de paume, dessiné par Jean-Baptiste Réville, eau-forte commencée par François Louis Couché.
- D'après Gérard Dou, La Femme hydropique, eau-forte commencée par Alexis Chataigner[16].
- D'après Albert Grégorius, Les Baigneuses, eau-forte commencée par Alexis Chataigner, 1804.
- D'après Giovanni Francesco Grimaldi, Paysage, eau-forte commencée par Antoine-Michel Filhol, 1804.
- D'après Théodore Gudin :
  - Entrée des Français dans les capitales étrangères, eau-forte commencée par François Louis Couché[17].
  - Derniers moments de Napoléon, eau-forte commencée par François Louis Couché.
- D'après Antoine-Patrice Guyot, Paysage, eau-forte commencée par Jean Desaulx, 1804.
- D'après François-Joseph Heim :
  - Retour de Bonaparte, eau-forte commencée par François Louis Couché.
  - Départ du Roi Louis XVIII, 19 mars 1815, eau-forte commencée par François Louis Couché.
- D'après Laurent de La Hyre, Laban cherchant ses idoles dans les bagages de Jacob, eau-forte commencée par Jean Duplessis-Bertaux[18].
- D'après Eustache Le Sueur, L'Enlèvement de Ganymède, commencé par Jacques Joseph Coiny.
- D'après Giovanni Paolo Panini, Ruines de l'antique Rome, eau-forte commencée par Alexis Chataigner.
- D'après Cornelis van Poelenburgh, Baigneuses, eau-forte commencée par Alexis Chataigner.
- D'après Claude Joseph Vernet, Un brouillard, eau-forte commencée par Antoine-Michel Filhol.

### Estampes éditées par Giraldon-Bovinet
- Henry Monnier, Récréations, 1824.
- Louis Vivien de Saint-Martin, Atlas universel pour servir à l'étude de la géographie et de l'histoire anciennes et modernes, cartes gravées par Giraldon-Bovinet (voir ci-dessous), Chez Menard et Desenne, 1825.

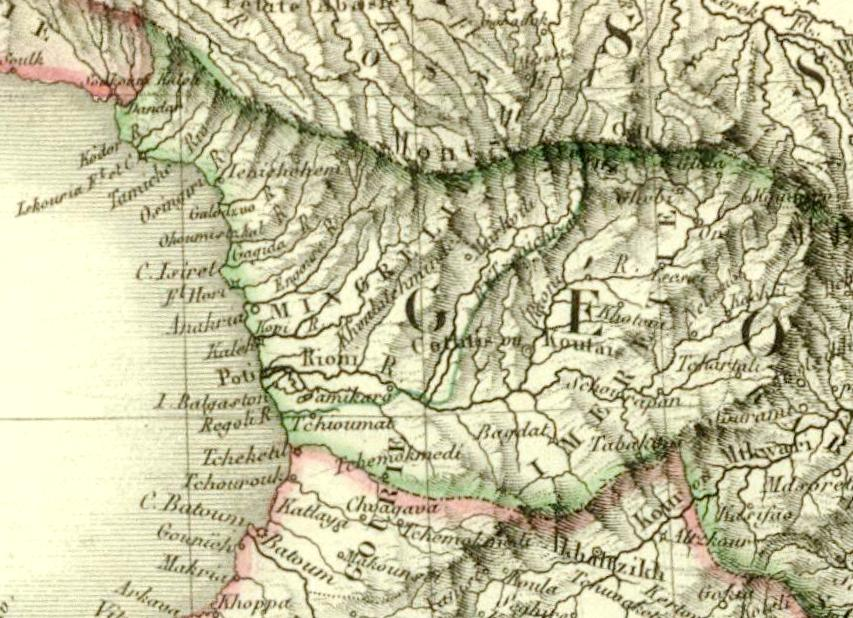
Carte générale de la Turquie d'Asie
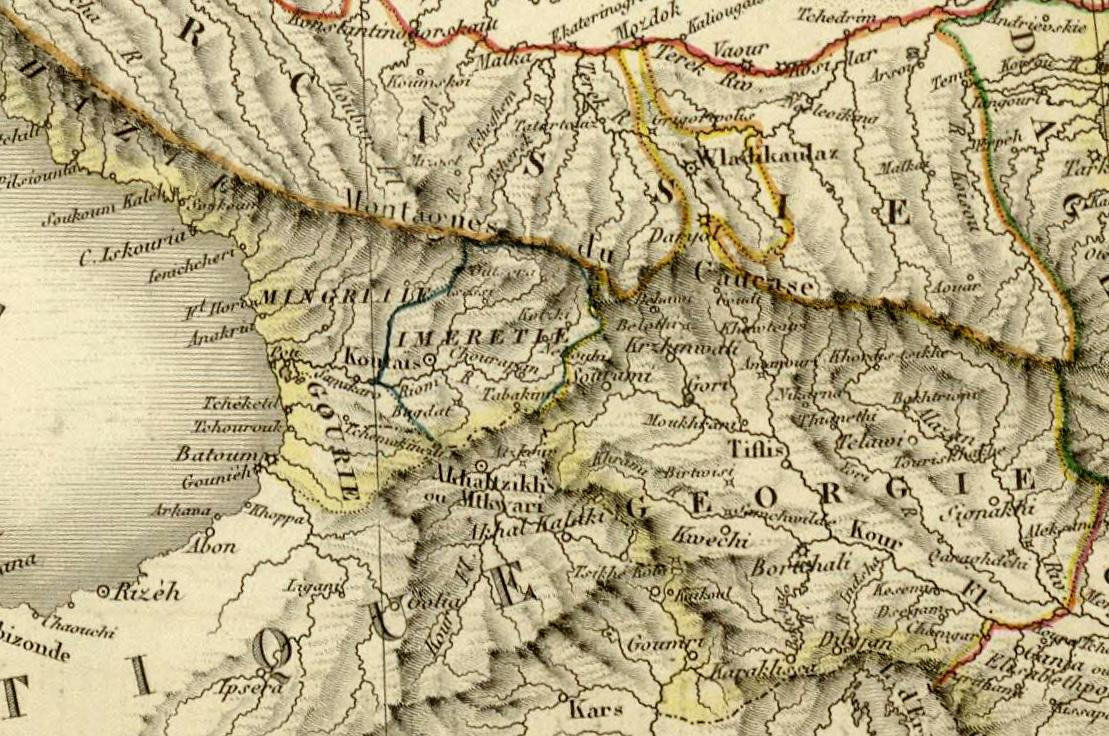
Carte de la Russie d'Europe avec ses nouvelles acquisitions

- Régnier, L'Art d'écrire, ou méthode raisonnée et très simplifiée des écritures anglaise, ronde, bâtarde, coulé et gothique, dédié à LL.AA.RR. les enfants de France, vingt-cinq planches gravées par Giraldon-Bovinet, 1826.
- Giraldon-Bovinet, Plan topographique du cimetière de l'Est dit du Père La Chaise, présentant l'indication exacte du placement de plus de mille cinq cents mausolées, tombeaux et monuments funèbres, chez Emler Frères, libraires à Paris, 1828 (réactualisation des cartes de 1820 où Giraldon et Bovinet situaient plus de sept cents mausolées, tombeaux et monuments funèbres[19], de 1822 où ils en situaient plus de neuf cents[20], de 1824 où ils en situaient plus de mille deux cents[21]).

Plan du cimetière du Père-Lachaise, 1820
Plan du cimetière du Père-Lachaise, 1822
Plan du cimetière du Père-Lachaise, 1824
Plan du cimetière du Père-Lachaise, 1828

- Charles Aubry, professeur de dessin à l'École de cavalerie de Saumur, Chevaux de manège et de carrière de l'École royale de cavalerie de Saumur, montés par MM. les officiers supérieurs, écuyers, professeurs et militaires de cette école, douze planches, 1828.
- Isidore Dagnan, Sites pittoresques du Dauphiné, recueil de quarante lithographies, 1828.
- Henry Monnier, Le Temps, album de huit lithographies, 1828.
- Henry Monnier, Les Grisettes - Leurs mœurs, leurs habitudes, leurs bonnes qualités, leurs préjugés, leurs erreurs, leurs faiblesses, etc., 1828.
- Henri-Gérard Fontallard, Bluettes, vers 1830.
- Victor Adam, Promenades dans Paris, 1830.
- Keepsake français ou souvenir de littérature contemporaine (Iere année), 1830[22].
- Keepsake français pour 1831 (IIe année), ouvrage enrichi d'un frontispice de la Reine Marie-Amélie et de dix-huit gravures, 1831[22].
- Keepsake français, Victor Morlot (IIIe année), 1832[22].
- Calendrier de la liberté de la presse et de l'ordre public en France depuis la Révolution de 1830 - Une saisie, un jugement ou une émeute par jour, ensemble de deux eaux-fortes, 1833[23].

## Réception critique

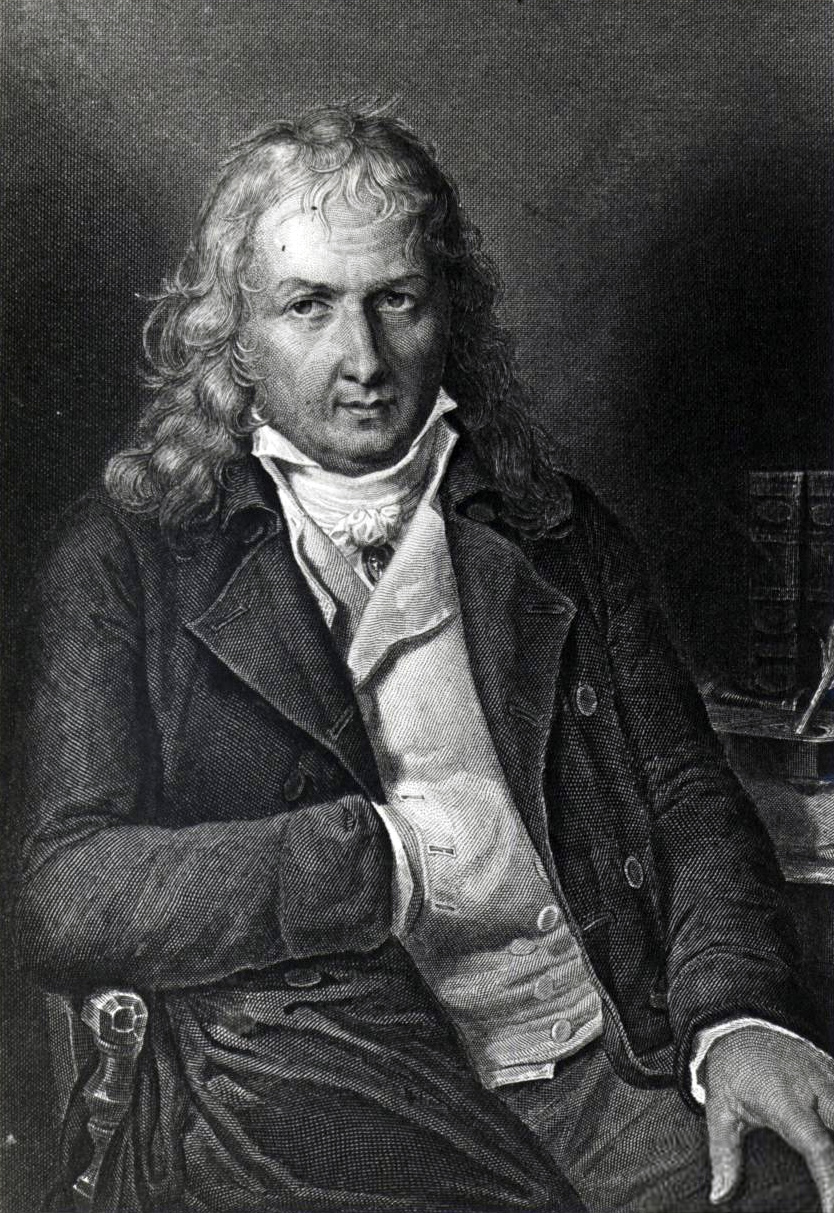
Bernardin de Saint-Pierre

- « L'eau-forte a été faite par Pillement le jeune qui excelle, au jugement de tous les graveurs, à faire celle des paysages. Elle a été terminée au burin par M. Bovinet dont j'ai déjà parlé avec éloge. Il suffit de dire que l'auteur du dessin (Jean-Baptiste Isabey) a été très satisfait de l'exécution de ces deux artistes. » - Jacques-Henri Bernardin de Saint-Pierre[24]
- « Il fit quelques petites vignettes d'après Binet, Clavareau, qui portent leur physionomie du Consulat, mais le plus considérable de son œuvre fut employé à des vues de paysages qui parurent au Salon de l'an VII, et à des planches classiques pour le musée Filhol et même pour le musée Laurent, dont on vit les plus beaux échantillons au Salon de l'an XII. » - Jules Renouvier[25]
- « His works are after the most eminent Italian, Dutch and French painters. » - Michael Bryan[26]

## Collections publiques

### Australie
- Bibliothèque nationale d'Australie, Canberra, gravures pour le Voyage autour du monde de Louis Claude de Saulces de Freycinet, 1825 :
  - Vue d'une partie de la ville et du grand acqueduc de Rio de Janeiro, co-gravé avec Jean-Baptiste Réville d'après Jacques Arago[27].
  - Ruines de colonnes antiques sur l'île Tinian, co-gravé avec Jean-Baptiste Réville d'après Jacques Arago[28].
  - Grand archipel d'Asie, entrevue avec les naturels de l'île d'Ombai, gravé par Edme Bovinet d'après Jacques Arago[29].
  - Île Rawak, tombeau des Papous, gravé par Edme Bovinet d'après Jacques Arago[30].
  - Vue de la ferme royale de Tachunga sur l'île Guam, d'après Alphonse Peillon[31].
  - Îles Mariannes - Usage des anciens habitants (pêche), d'après Alphonse Peillon[32].
- State Library of New South Wales (en), Sydney, Le voyageur de la jeunesse dans les quatre parties du monde de Pierre Blanchard, figures gravées par Edme Bovinet[10].

### Canada

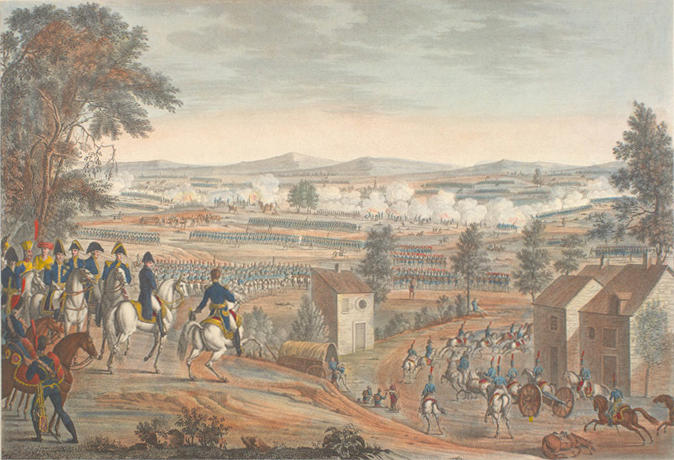
Bataille de Lützen

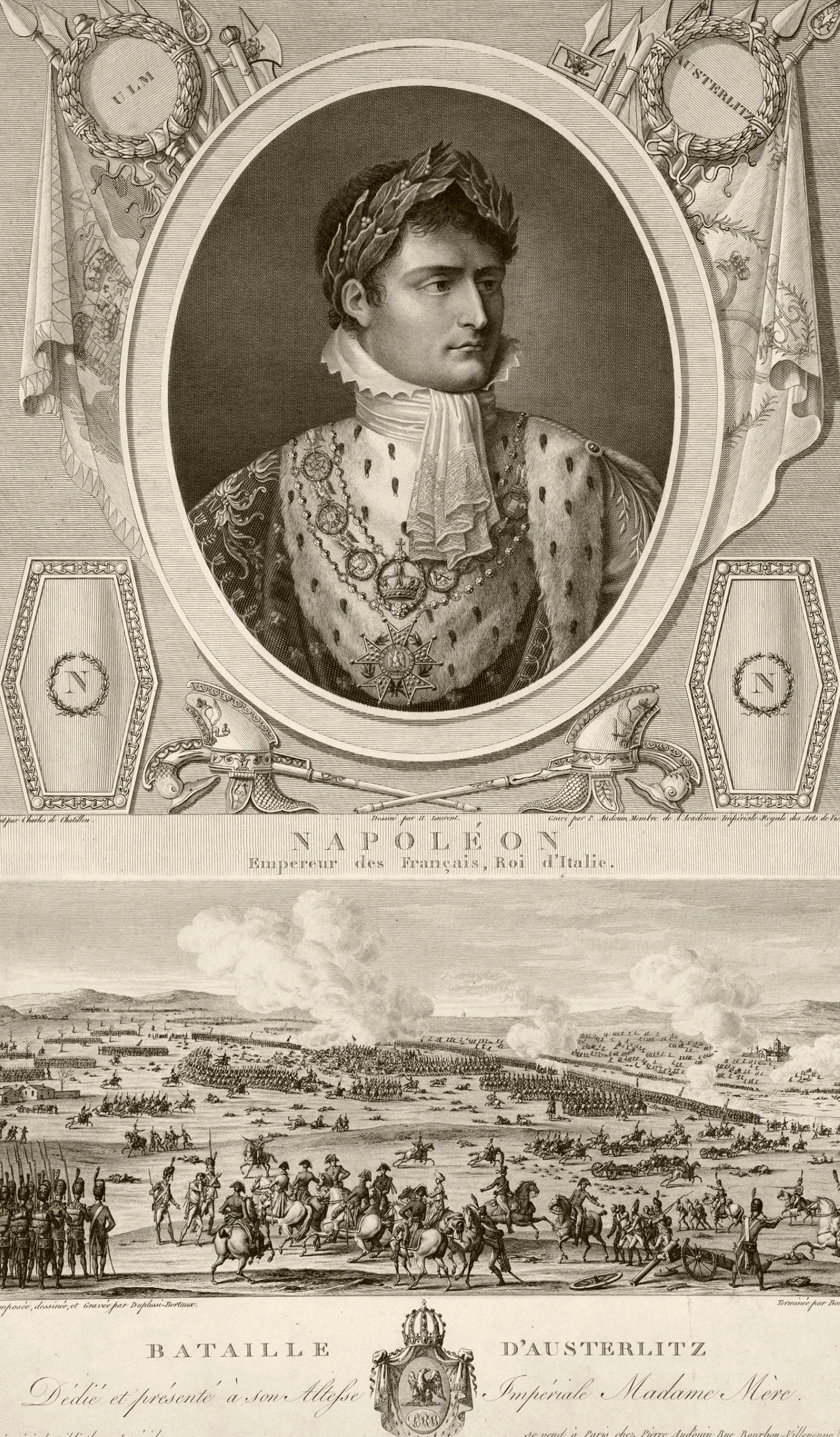
Napoléon, empereur des Français, Roi d'Italie - Bataille d'Austerlitz

- Musée des beaux-arts de Montréal, Bataille d'Austerlitz, gravé par Edme Bovinet d'après Jean Duplessis-Bertaux.
- Université McGill, Montréal (collection « Napoléon) », Bataille de Lützen, 2 mai 1813, gravé à l'eau-forte par François Louis Couché et terminé au burin par Edme Bovinet.

### États-Unis

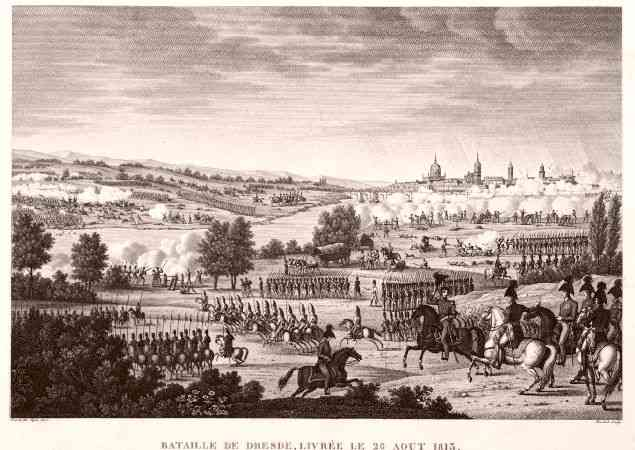
Bataille de Dresde

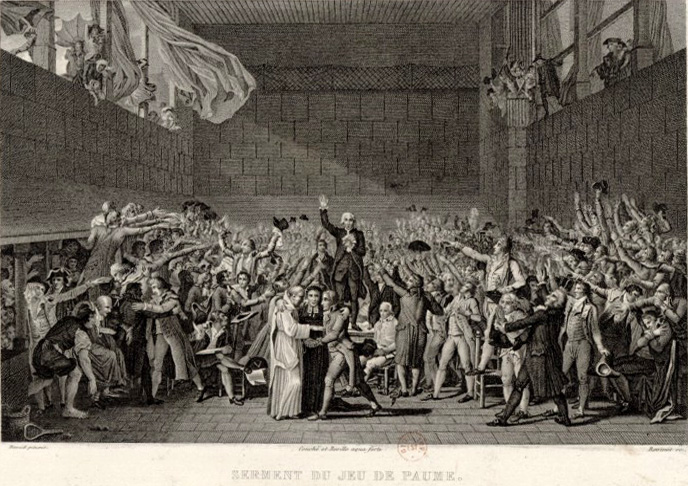
Le Serment du Jeu de paume

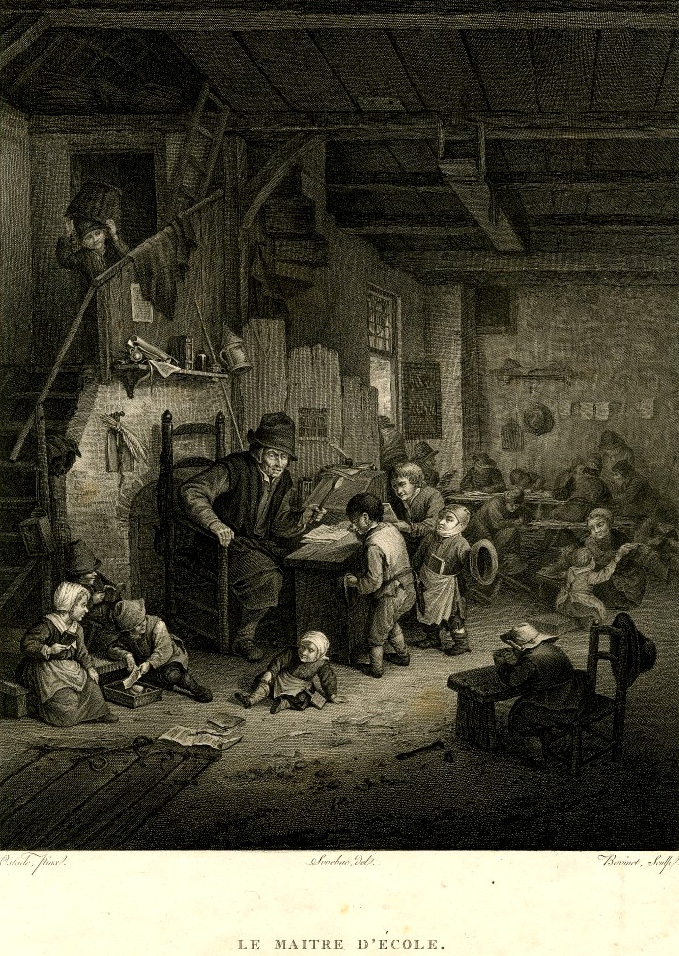
Le Maître d'école

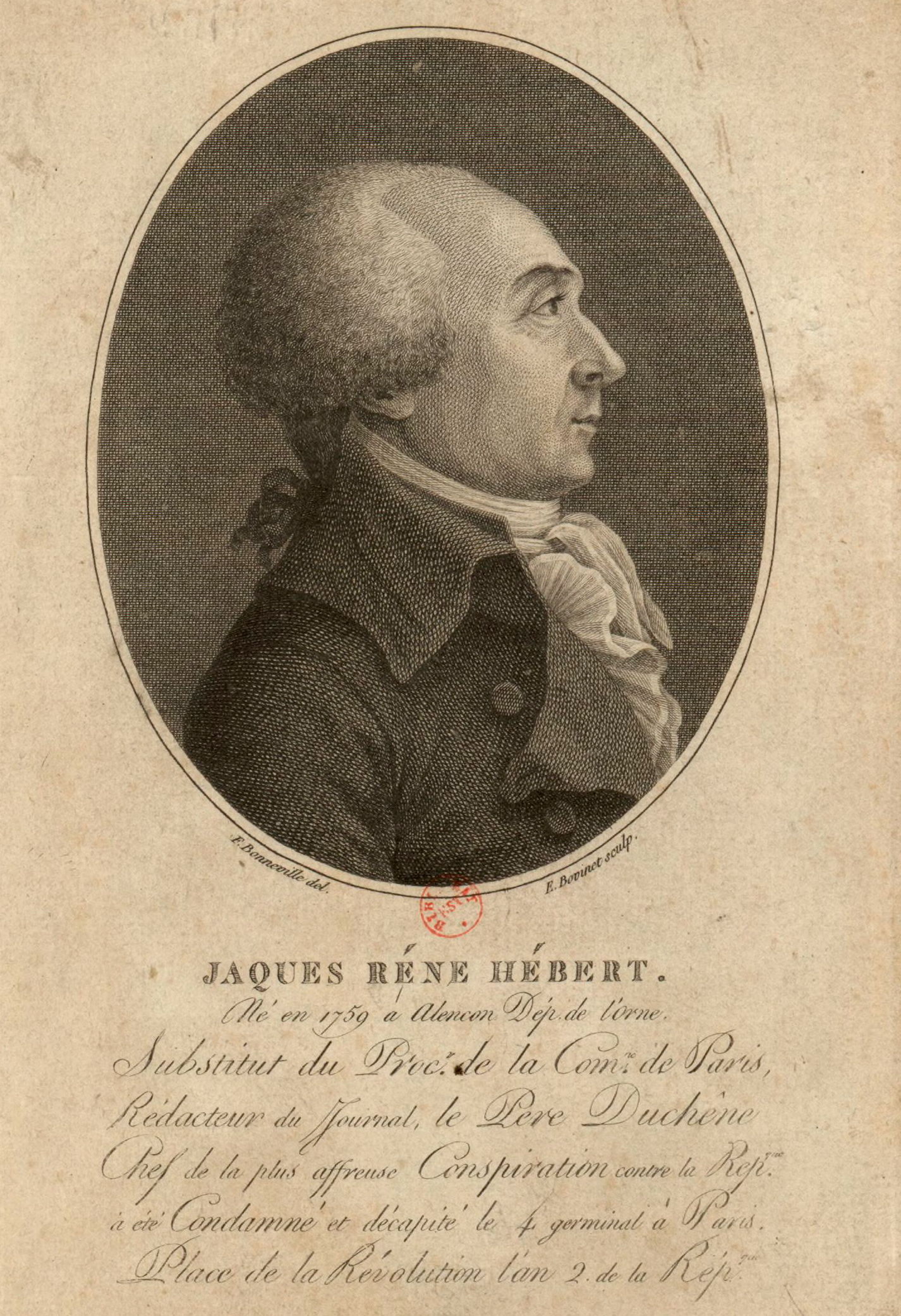
Jacques-René Hébert

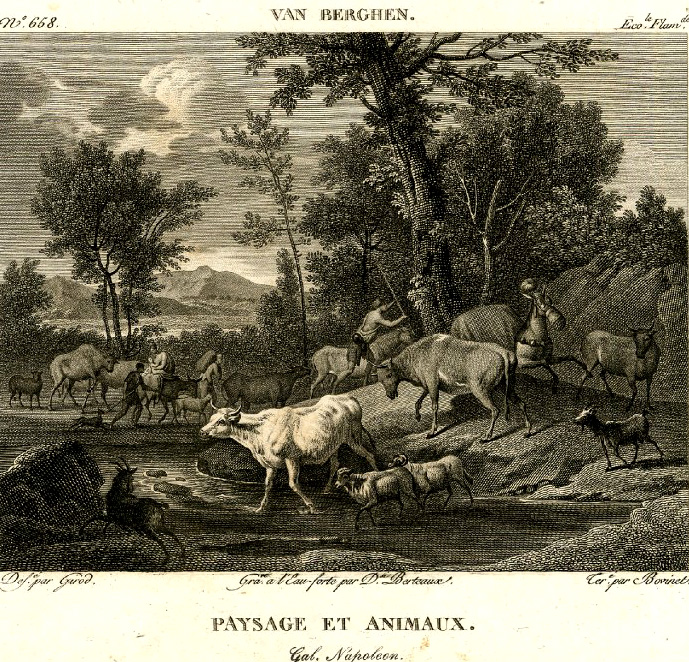
Paysage et animaux

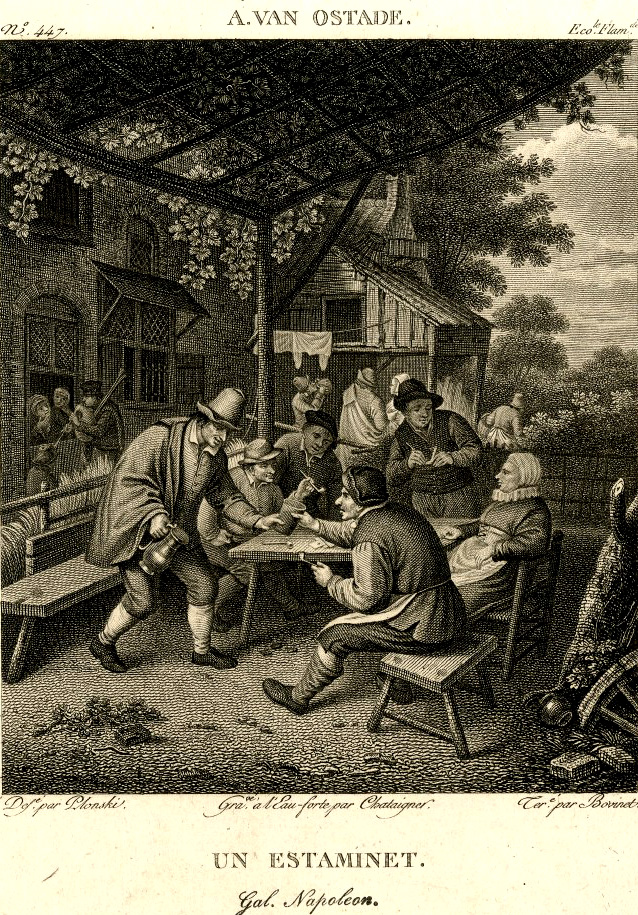
Un estaminet

- Fogg Art Museum, Cambridge (Massachusetts) :
  - Napoléon, Empereur des Français, Roi d'Italie - Bataille d'Austerlitz, d'après Charles de Châtillon (portrait, en haut) et Jean Duplessis-Bertaux pour la composition et le dessin, gravé à l'eau-forte par Jean Duplessis-Bertaux et terminé au burin par Edme Bovinet, ancienne collection Francis Calley Gray (en)[33].
  - Monument érigé, à Genève, à Jean-Jacques Rousseau, gravé par Edme Bovinet d'après Jean-Michel Moreau, ancienne collection Paul J. Sachs (en)[34].
  - Sarcophage antique, gravé par Edme Bovinet d'après Louis-François Cassas, 1798[35].
  - Orphée, gravé par Edme Bovinet d'après Nicolas Poussin, ancienne collection John W. Randall[36].
  - Vue des environs de Lausanne, gravé par Edme Bovinet d'après Jean-Charles-Joseph Rémond, ancienne collection John W. Randall[37].
  - Vue du lac de Genève, gravé par Edme Bovinet d'après Jean-Charles-Joseph Rémond, ancienne collection John W. Randall[38].
- Davison Art Center, Université Wesleyenne, Middletown (Connecticut), Entrée des Français dans les capitales étrangères, gravé à l'eau-forte par François Louis Couché, terminé au burin par Edme Bovinet d'après Théodore Gudin[17].
- Morgan Library and Museum, New York, Laban cherchant ses idoles dans les bagages de Jacob, gravé à l'eau-forte par Jean Duplessis-Bertaux, terminé au burin par Edme Bovinet d'après Laurent de La Hyre[18].
- Bibliothèque du Congrès, Washington, Charles Gravier de Vergennes, ministre des affaires étrangères sous Louis XVI, gravure par Edme Bovinet[39].

### France
- Archives départementales du Cantal, Aurillac, ancienne collection Jean Delmas (1868-1913), eaux-fortes dessinées et gravées par François Louis Couché, terminées au burin par Edme Bovinet :
  - Ouverture des États généraux, 5 mai 1789[40].
  - Prise de la Bastille, 14 juillet 1789[41].
  - Le Roi Louis XVI arrivant à l'hôtel de ville de Paris, 17 juillet 1789[42].
  - Vue de Nancy, au commencement du combat, du côté de la porte de Stainville, 31 août 1790[43].
  - Costumes des trois ordres sous Louis XIII, rétablis en 1789[44].
- Musée Bonaparte, Auxonne :
  - Bataille du Mont-Thabor, 16 avril 1788, gravé à l'eau-forte par François Louis Couché et terminé au burin par Edme Bovinet d'après Jacques François Joseph Swebach-Desfontaines.
  - Prise d'Ulm, 16-19 octobre 1805, gravé à l'eau-forte par François Louis Couché et terminé au burin par Edme Bovinet d'après Jacques François Joseph Swebach-Desfontaines.
  - Bataille d'Iéna, 14 octobre 1806, gravé à l'eau-forte par François Louis Couché et terminé au burin par Edme Bovinet d'après Jacques François Joseph Swebach-Desfontaine.
  - Bataille de Preussich-Eylau, 8 février 1807, gravé à l'eau-forte par François Louis Couché et terminé au burin par Edme Bovinet d'après Jacques François Joseph Swebach-Desfontaines.
  - Bombardement de Madrid, 4 décembre 1808, gravé à l'eau-forte par François Louis Couché et terminé au burin par Edme Bovinet.
  - Bataille d'Abensberg, 20 avril 1809, gravé à l'eau-forte par François Louis Couché et terminé au burin par Edme Bovinet d'après Jacques François Joseph Swebach-Desfontaines.
  - Bataille de Wagram, 5-6 juillet 1809, gravé à l'eau-forte par François Louis Couché et terminé au burin par Edme Bovinet d'après Jacques François Joseph Desfontaines.
  - Bataille de Lützen, 2 mai 1813, gravé à l'eau-forte par François Louis Couché et terminé au burin par Edme Bovinet.
  - Bataille de Dresde, 26-27 août 1813, gravé à l'eau-forte par François Louis Couché et terminé au burin par Edme Bovinet.
- Archives départementales de la Guadeloupe, Basse-Terre, Voyage par terre de Santo Domingo... de Juan Dorvo Soulastre Nieto, 1809[11].
- Bibliothèque municipale de Dijon, Adam Billaut, menuisier de Nevers, gravure[45].
- Musée des Beaux-Arts d'Orléans :
  - La Cène, dessiné par Jean Duplessis-Bertaux d'après Philippe de Champaigne, gravé à l'eau-forte par Alexis Chataigner, terminé au burin par Edme Bovinet.
  - La Bataille de Fleurus, 1er juillet 1690, gravure d'Edme Bovinet d'après François-Nicolas Martinet.
- Bibliothèque nationale de France, Paris :
  - Adam Billaut, menuisier de Nevers, gravure[46].
  - Portrait de Paul Scarron, gravure[47].
  - Le Serment du Jeu de Paume, eau-forte de François Louis Couché terminée par Edme Bovinet d'après le tableau de Jacques-Louis David et le dessin de Jean-Baptiste Réville.
  - Jacques-René Hébert, gravure d'après François Bonneville.
  - Portrait des trois Consuls de la République, gravé à l'eau-forte par Alexis Chataigner, terminé au burin par Edme Bovinet[48].
  - Bataille de Craonne, 7 mars 1814, gravé à l'eau-forte par François Louis Couché et terminé au burin par Edme Bovinet d'après Louis Gudin[49].
  - Pont de la Loüe, gravure d'après Claude-Nicolas Ledoux.
- École polytechnique, Paris, Description de l'Égypte... d'Edme François Jomard[12].
- Institut national d'histoire de l'art, Bataille de Preussisch-Eylau, gravé à l'eau-forte par François Louis Couché et terminé au burin par Edme Bovinet d'après Jacques François Joseph Swebach-Desfontaines[50].
- Musée de l'Armée, hôtel des Invalides, Paris, Bataille d'Austerlitz, gravé à l'eau-forte par Jean Duplessis-Bertaux et terminé au burin par Edme Bovinet d'après Jacques François Joseph Swebach-Desfontaines[51].
- Musée Carnavalet, Paris, 
  - La garde impériale manœuvrant en présence des deux empereurs à Tilsit le 28 juin 1807, gravé à l'eau-forte par François Louis Couché et terminé au burin par Edme Bovinet d'après Jacques François Joseph Swebach-Desfontaines[52].
  - Départ du Roi Louis XVIII, 19 mars 1815, gravé à l'eau-forte par François Louis Couché et terminé au burin par Edme Bovinet d'après François-Joseph Heim[13].
  - Retour de Bonaparte, 20 mars 1815, gravé à l'eau-forte par François Louis Couché et terminé au burin par Edme Bovinet d'après François Joseph Heim[14].
  - Les Prussiens empêchent les députés d'entrer au palais Bourbon, eau-forte par Edme Bovinet[53].
- Muséum national d'histoire naturelle, Paris, Pont d'Austerlitz ou du jardin des Plantes, gravure par Edme Bovinet d'après Christophe Civeton[54].
- Musée du quai Branly - Jacques-Chirac, Ô maîtres blancs, vous pas tuyer moi, eau-forte et burin par Edme Bovinet d'après Nicolas-Dieudonné Finart[55].
- Musée national du château de Pau :
  - Henri IV, gravure d'Edme Bovinet d'après Frans Pourbus le Jeune[56].
  - Henri IV exhumé, gravé à l'eau-forte par Alexis Chataigner et terminé au burin par Edme Bovinet d'après Eustache-Hyacinthe Langlois.
- Musée des Beaux-Arts de Quimper, deux eaux-fortes gravées par Edme Bouvinet, ancienne collection du Comte Jean-Marie de Silguy :
  - Vue des environs de Messine[57].
  - Vue du Lac de Nemi, près de Rome[58].
- Musée national de l'éducation, Rouen, Le Maître d'école, gravé par Edme Bovinet d'après le tableau d'Adriaen van Ostade et le dessin de Jacques François Joseph Swebach-Desfontaines[59].
- Château de Malmaison, Rueil Malmaison :
  - Bataille du Mont-Thabor livrée le 27 ventôse an 7 (17 février 1799), gravure d'Edme Bovinet d'après Jacques François Joseph Swebach-Desfontaines[60].
  - Bataille d'Héliopolis, 20 mars 1800, gravé par Edme Bovinet, d'après François Louis Couché[61].
- Bibliothèque de Valenciennes, La Bataille de Hohenlinden, livrée le 12 frimaire an 9 (3 décembre 1800), gravure d'Edme Bovinet d'après François Louis Couché[62].
- Château de Versailles, Jacques-René Hébert, gravé par Edme Bovinet d'après François Bonneville[63].

### Italie
- Pinacothèque Repossi (it), Chiari :
  - La Sainte Famille, eau-forte d'après Le Parmesan[64].
  - La Vierge et Saint Jérôme, eau-forte d'après Le Corrège et terminée par Edme Bovinet[65].
- Musei Civici, Monza, Vue des environs de Messine[66].

### Nouvelle-Zélande
- Christchurch Art Gallery Te Puna o Waiwethu (en), Christchurch, Le Maître d'école, gravé par Edme Bovinet d'après le tableau d'Adriaen van Ostade et le dessin de Jacques François Joseph Swebach-Desfontaines[67].

### Royaume-Uni
- Galerie nationale d'Écosse, Édimbourg, Reading the will (la lecture du testament), gravé par Edme Bovinet d'après David Wilkie[68].
- British Museum, Londres, gravures terminées au burin par Edme Bovinet :
  - Paysage et animaux, commencé à l'eau-forte par Jean Duplessis-Bertaux, d'après Dirck van Bergen.
  - Le Christ au tombeau, commencé à l'eau-forte par Jean Louis Charles Pauquet d'après Le Caravage.
  - La Cène, commencé à l'eau-forte par Alexis Chataigner, d'après Philippe de Champaigne.
  - Les religieuses de Port-Royal des Champs, commencé à l'eau-forte par Étienne Devilliers, d'après Philippe de Champaigne.
  - La Femme hydropique, commencé à l'eau-forte par Alexis Chataigner, d'après Gérard Dou[16].
  - Tableaux historiques des campagnes des Français sous la Révolution et l'Empire, gravure d'après Jules Antoine Vauthier, 1806[69].
  - Un estaminet, gravé à l'eau-forte par Alexis Chataigner, terminé au burin par Edme Bovinet, d'après Adriaen van Ostade[70].
  - Le chansonnier, gravé par Alexis Chataigner et Edme Bovinet d'Après Adriaen van Ostade.
- National Portrait Gallery, Londres, Retour de Bonaparte, gravé à l'eau-forte par François Louis Couché et terminé au burin par Edme Bovinet, d'après François-Joseph Heim.
- Royal Collection, Londres, Henri IV exhumé, gravé à l'eau-forte par Alexis Chataigner et terminé au burin par Edme Bovinet, d'après Eustache-Hyacinthe Langlois[71].
- Wellcome Collection, Londres :
  - Henri IV exhumé, gravé à l'eau-forte par Alexis Chataigner et terminé au burin par Edme Bovinet, d'après Eustache-Hyacinthe Langlois.
  - Derniers moments de Napoléon, gravé à l'eau-forte par François Louis Couché et terminé au burin par Edme Bovinet, d'après Théodore Gudin.
- Waddesdon Manor, Waddesdon (Buckinghamshire), Loterie nationale, Allégorie de l'Abondance pour Brazier-Bonneville, gravure d'Edme Bovinet[72].

### Suisse
- Cabinet d'arts graphiques, Musée d'Art et d'Histoire de Genève[73] :
  - Scène de bataille, eau-forte par Edme Bovinet.
  - Vue de la place de Troie prise du tombeau d'Hector, eau-forte at burin par Edme Bovinet d'après Giovanni Battista Mercati.
  - Napoléon, Empereur des Français, Roi d'Italie, d'après Charles de Chätillon et Jean Duplessis-Bertaux, gravé à l'eau-forte par Jean Duplessis-Bertaux et terminé au burin par Edme Bovinet..

Quelques gravures figurant dans des collections publiques (par ordre de leurs citations ci-dessus) :
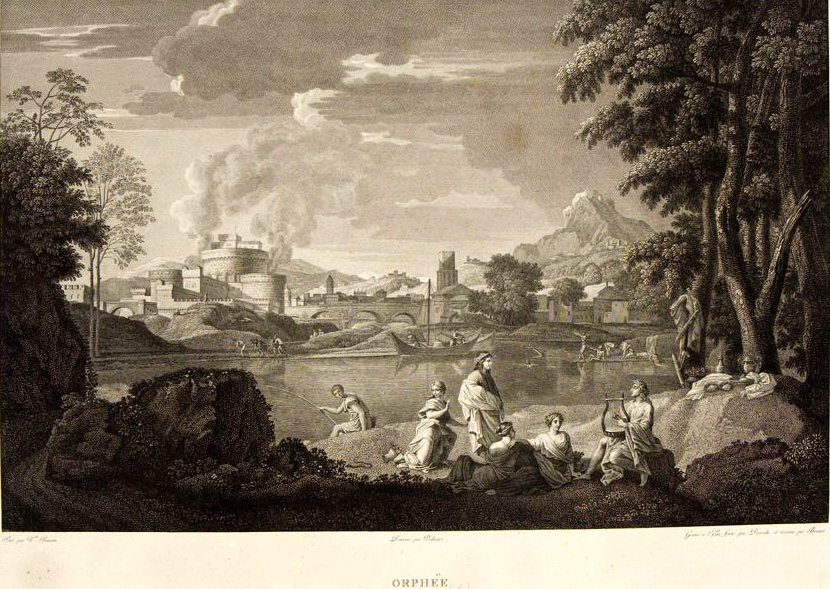
Orphée
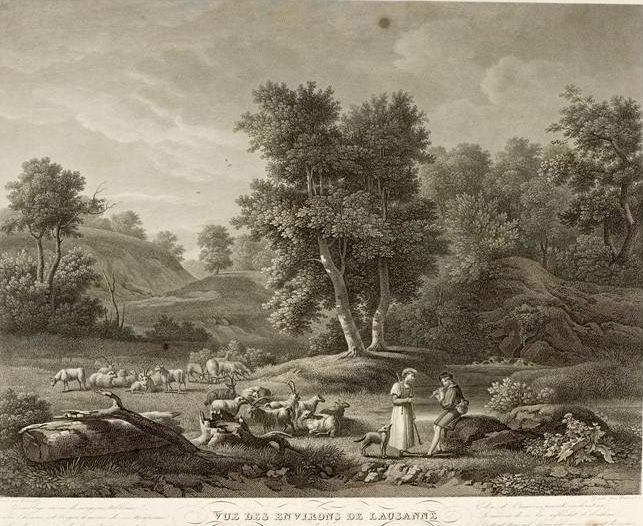
Vue des environs de Lausanne
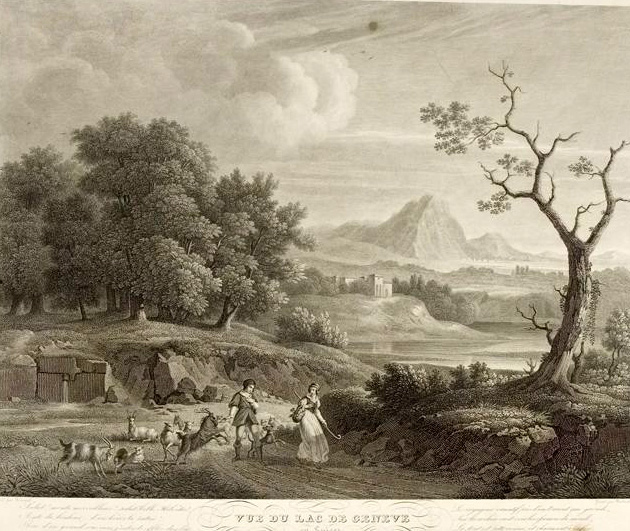
Vue du lac de Genève
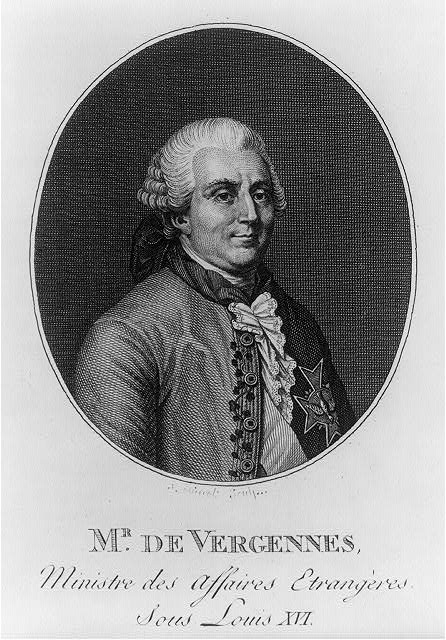
Charles Gravier de Vergennes, ministre des affaires étrangères sous Louis XVI
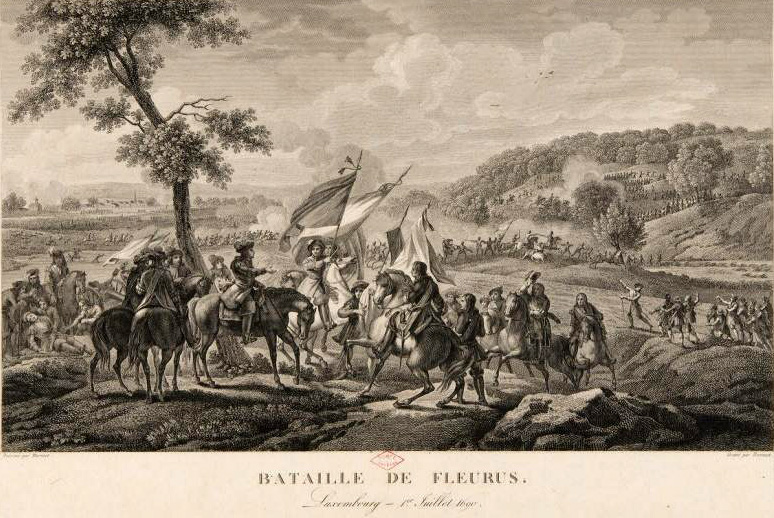
La Bataille de Fleurus (1690)
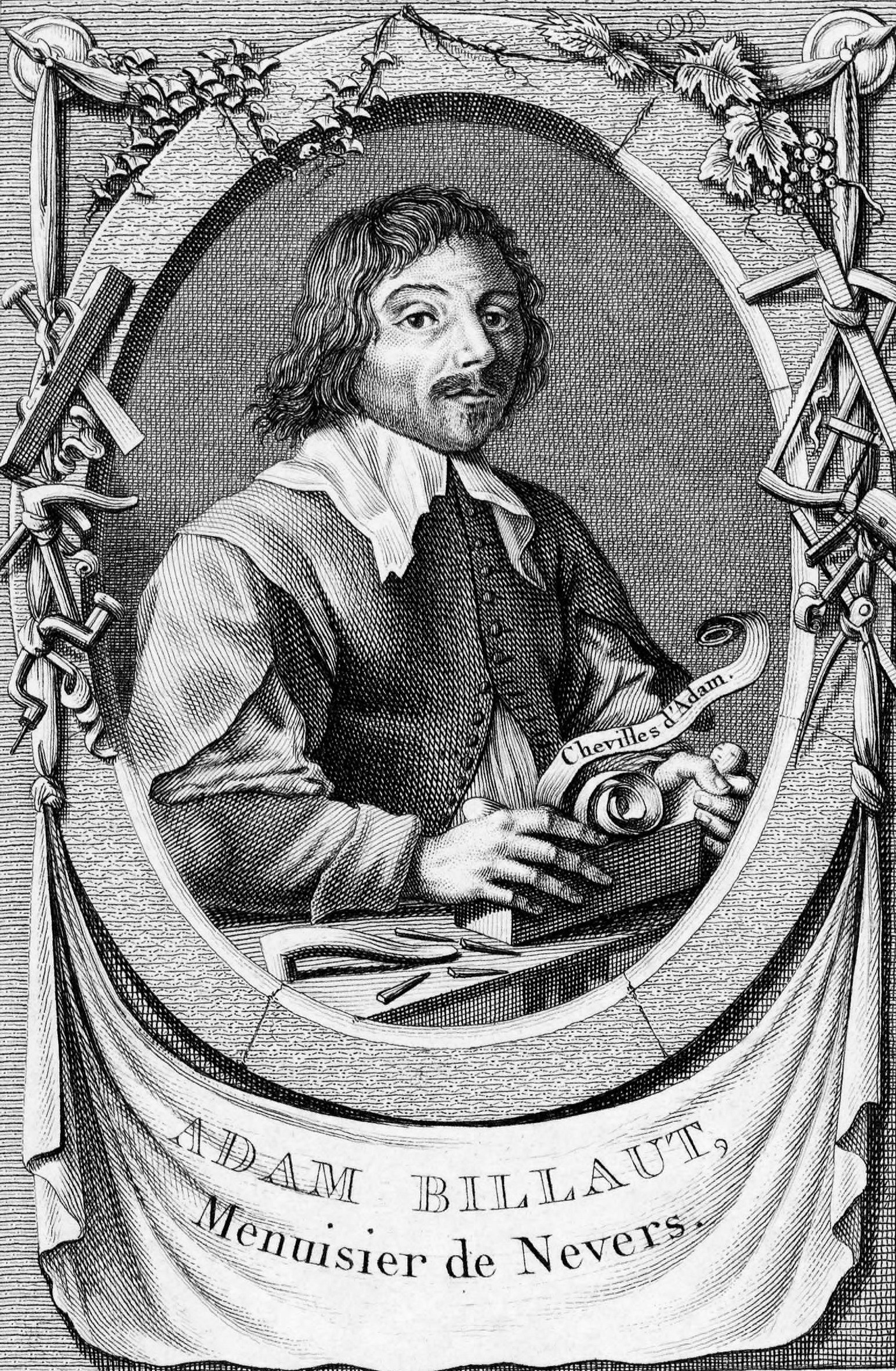
Adam Billaut, menuisier de Nevers
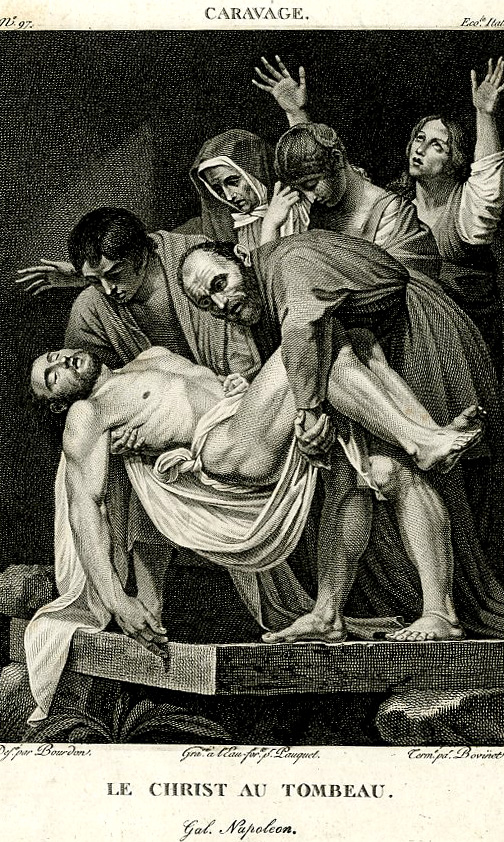
Le Christ au tombeau
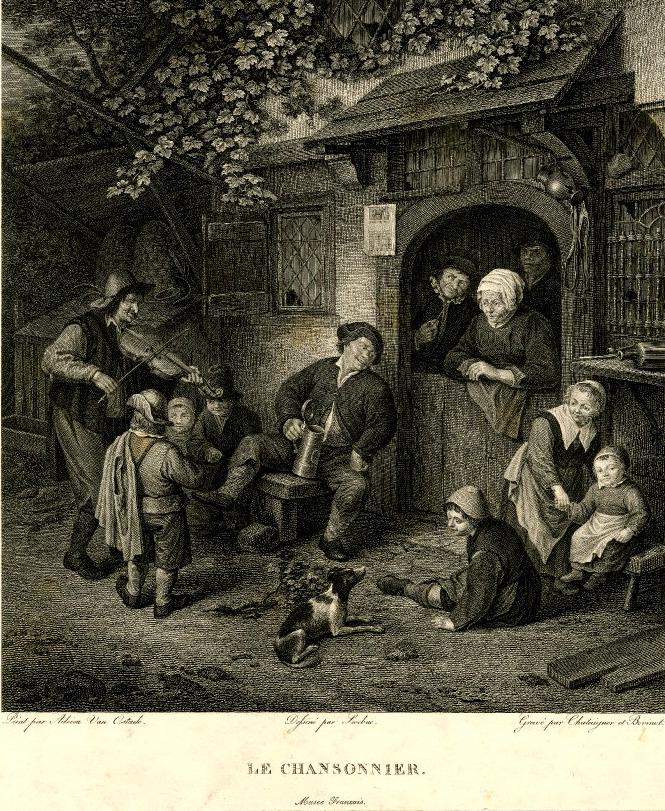
Le chansonnier
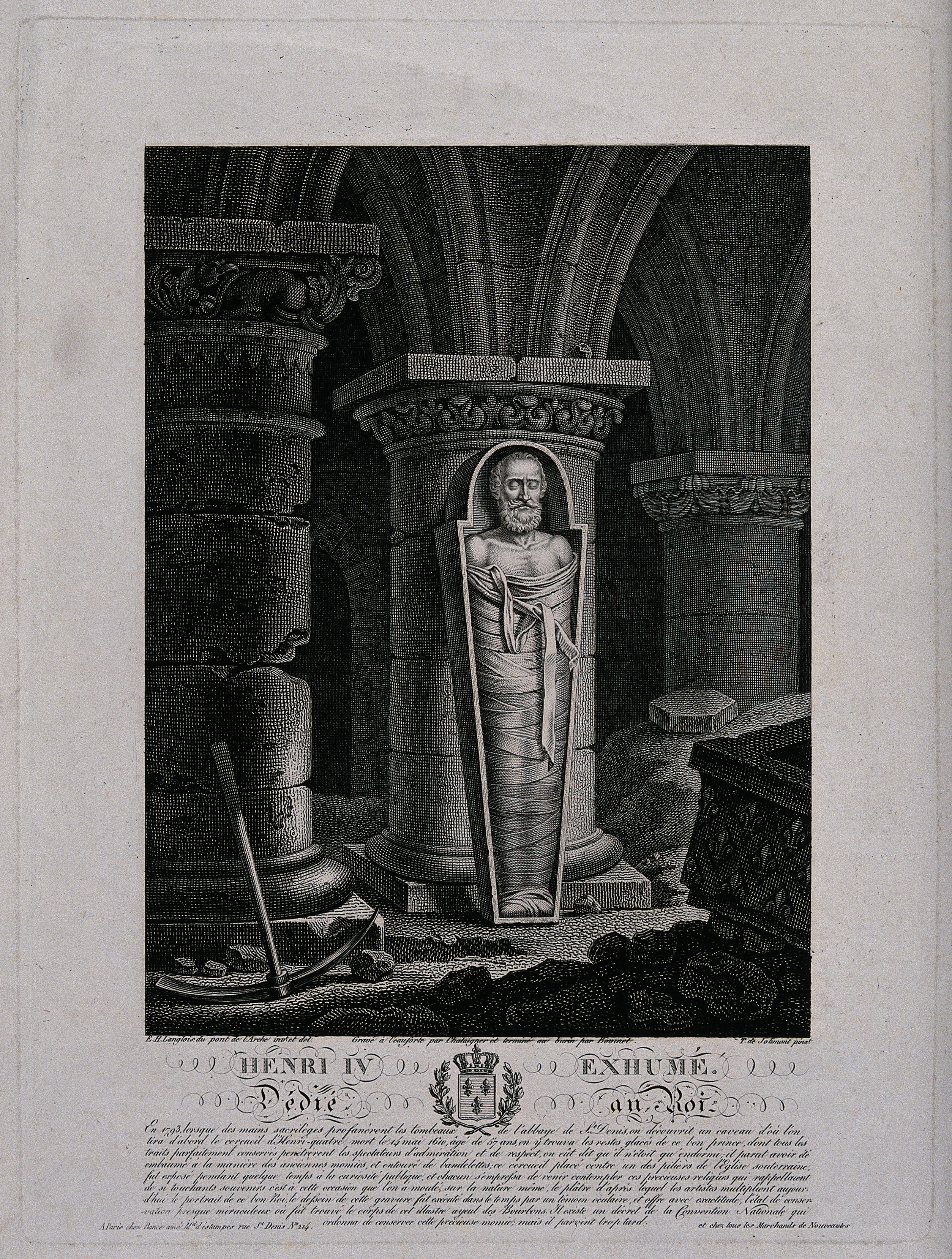
Henri IV exhumé
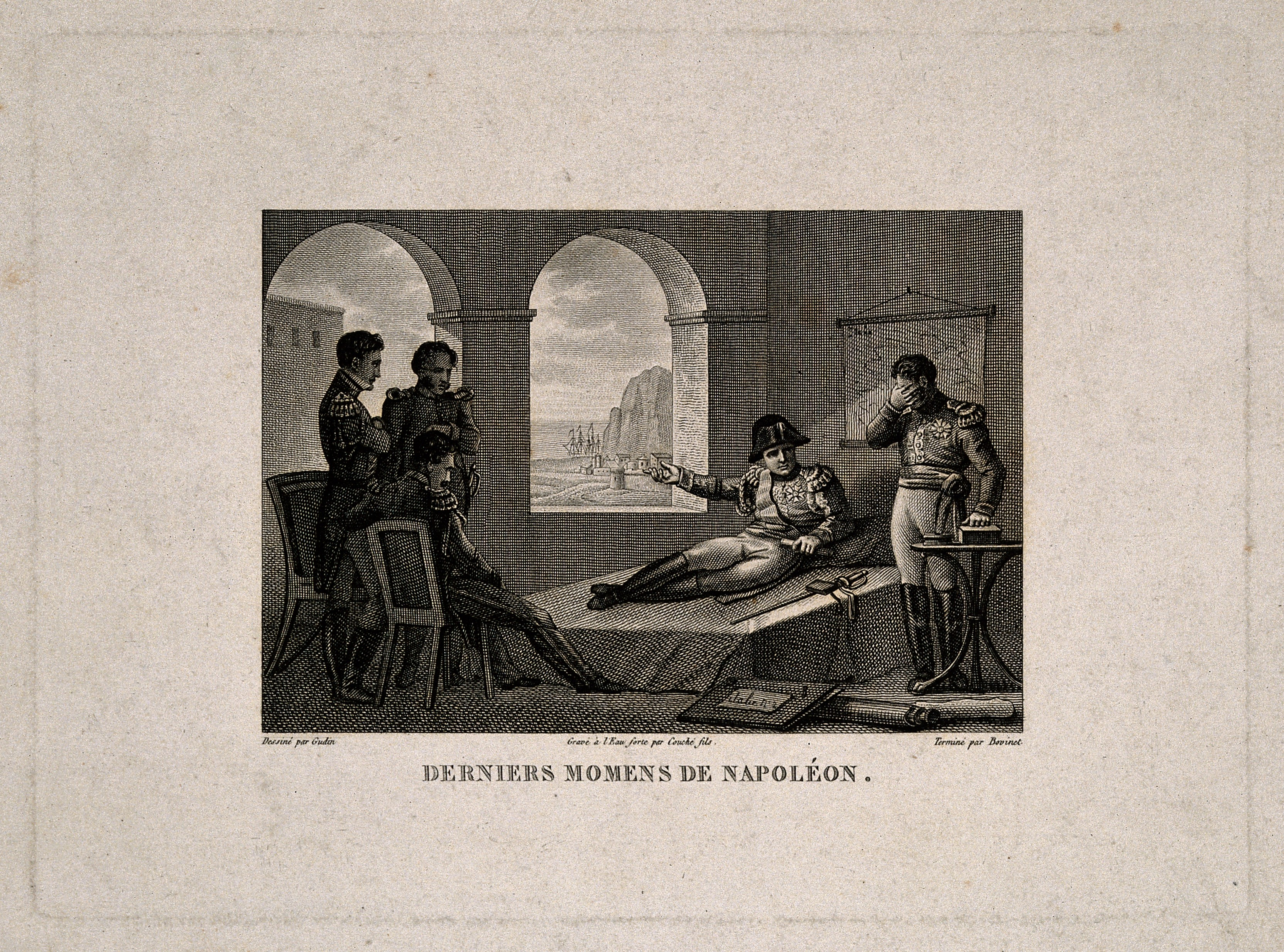
Derniers moments de Napoléon

## Collections privées auXIXesiècle
- Alfred de Liesville.
- John W. Randall.